# Atkins (Iowa)
Pour les articles homonymes, voir Atkins.
Atkins est une ville du comté de Benton, en Iowa, aux États-Unis. Elle est fondée en 1881, lors de la construction de la ligne Chicago, Milwaukee, St. Paul and Pacific Railroad. Elle porte le nom d'un employé de la compagnie de chemin de fer.  Elle est incorporée en 1917.